# Lawrence (Mondkrater)
Lawrence ist ein Einschlagkrater im Gebiet zwischen dem Mare Tranquillitatis im Westen und nordwestlich des Mare Fecunditatis. Der Krater Taruntius liegt in südöstlicher Richtung. Die Rima Cauchy überquert den östlichen Teil des Mare Tranquillitatis und reicht bis zum Nordrand von Lawrence.
Lawrence wurde von Lava überflutet, so dass nur ein niedriger Ring des ursprünglichen Kraterrandes über die Oberfläche hervorragt. Dieser Rand weist Durchbrüche im Norden und Südwesten auf, während der Ostteil weitgehend erhalten ist.
Der Krater ist nach dem Physiker Ernest O. Lawrence und dem Astronauten Robert Henry Lawrence, Jr. benannt.
Ehe er im Jahre 1973 durch die Internationale Astronomische Union (IAU) seinen heutigen Namen erhielt, war Lawrence unter der Bezeichnung 'Taruntius M' bekannt.